# 拉多克湖
拉多克湖（英語：Radok Lake）是南極洲的湖泊，處於比弗湖西南面3英里和阿拉米斯山脈東南面15英里，長4英里，最大水深362米，以澳大利亞氣象學講師命名。
70°52′S 68°00′E / 70.867°S 68.000°E